# Hans Zöberlein

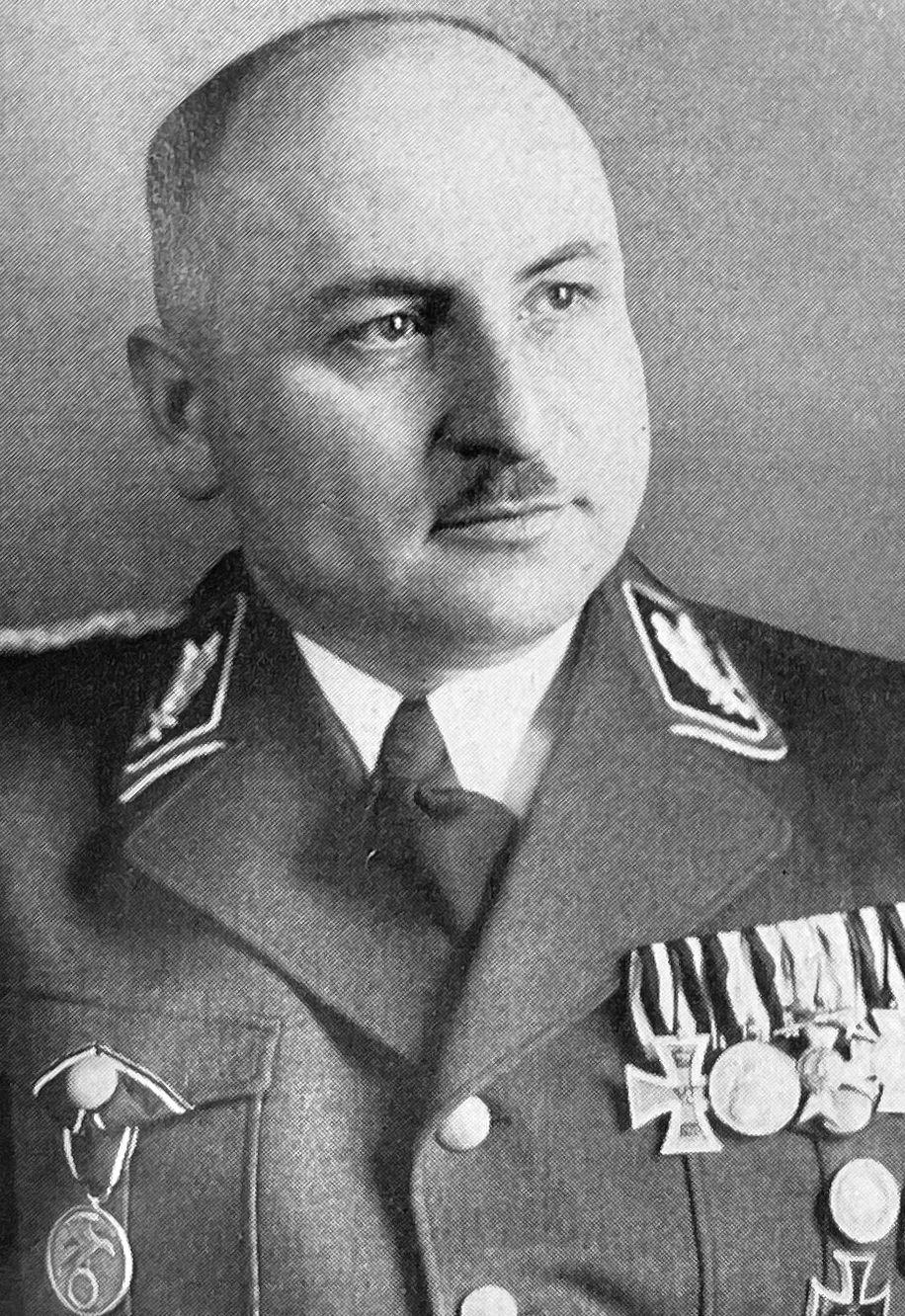
Hans Zöberlein, um 1939

Johann „Hans“ Zöberlein (* 1. September 1895 in Nürnberg; † 13. Februar 1964 in München) war ein nationalsozialistischer deutscher Schriftsteller und SA-Brigadeführer. Wegen mehrfachen Mordes kurz vor dem Ende des Zweiten Weltkriegs erhielt er später die Todesstrafe, die aber nicht vollstreckt wurde. 

## Leben
Zöberlein wurde als Sohn eines Schuhmachers geboren und erlernte das Maurer- und Steinhauerhandwerk. Im Ersten Weltkrieg wurde Zöberlein bis zum Vizefeldwebel befördert und unter anderem mit dem Eisernen Kreuz II. und I. Klasse und der bayerischen Goldenen Tapferkeitsmedaille (der höchsten bayerischen Kriegsauszeichnung für Unteroffiziere und Mannschaften) ausgezeichnet.
Nach Ende des Krieges schloss sich Zöberlein dem Freikorps Epp unter Franz Ritter von Epp an. Es war an der Niederschlagung der Räterepublik in Bayern beteiligt. 1921 trat er erstmals in die NSDAP und in die SA ein. Im November 1923 nahm er am Münchener Hitler-Ludendorff-Putsch teil.
Nach der auf das vorübergehende Verbot der Partei nach dem gescheiterten Putsch folgenden Neugründung der NSDAP im Frühjahr 1925 trat Zöberlein ihr am 28. April erneut bei (Mitgliedsnummer 869). Im Januar 1928 wurde er als Nachfolger von Georg Seidenschwang mit der Führung der Münchener SA betraut. 1929 entwarf Zöberlein gemeinsam mit Max Zankl das Abzeichen der SA, welches eine Kombination aus der sogenannten Sieg- und der Mannrune darstellen sollte.
Durch Besuch weiterführender Schulen qualifizierte sich Zöberlein als Architekt. Diesen Beruf übte er in den 1920er Jahren offensichtlich ohne großen Erfolg in München aus. Ursprünglich sollte er mit dem Architekten Otto Schiedermaier das im Juli 1930 von der NSDAP angekaufte und für ihre Geschäftsstelle und Parteizentrale vorgesehene Barlow-Palais (das spätere „Braune Haus“) in der Münchner Brienner Straße umbauen. Dazu kam es jedoch nicht, da Hitler dem renommierteren Architekten Paul Ludwig Troost den Vorzug gab.
In der nach dem „Röhm-Putsch“ ohnehin entmachteten SA avancierte Zöberlein nur langsam. 1943 wurde er zum SA-Brigadeführer ernannt. Er war Mitglied des SA-Kulturausschusses und Präsident des laut Satzung politisch neutralen Ordens der Bayerischen Tapferkeitsmedaille, der hohes Prestige genoss.
In München war er nach 1933 drei Jahre NSDAP-Stadtrat und machte durch seine Werke in München auch als Kulturpolitiker von sich reden. Im Oktober 1933 war Zöberlein im Gespräch für den jährlich verliehenen Literaturpreis der Stadt. Alternativkandidat war zu diesem Zeitpunkt Georg Britting, für den unter anderem Zöberlein stimmte, der selbst im Gremium saß. Die Entscheidung fiel im November 1933 nach Vertagung im selben Kreis einstimmig zugunsten Zöberleins. Britting erhielt den Preis für 1935 im Jahre 1936 nachgereicht.
1934 wurde Zöberlein Leiter des neugegründeten Kulturamts, zuständig für Bildende Kunst, Literatur und Theater inklusive aller Bibliotheken sowie für Musik und Film.
Im Sommer 1935 war die Gestaltung des Brückenkopfes der Münchner Ludwigsbrücke durch Karl Knappe ein Streitpunkt, zumal Knappe geächtet war und ein Berufsverbot hatte. Zöberlein war der auf dem Papier Verantwortliche für die Ausgestaltung, die Hitlers Unmut erregte. Daraufhin wurde Zöberlein Hitlers Wunsch mitgeteilt, dass er zugunsten von Ferdinand Liebermann demissioniere, was ebenso den Verlust der Leitung des Kulturamtes beinhaltete. Zöberlein kam dem nach.
1940 wurde er als Leutnant und Kriegsberichter bei der Luftwaffe eingezogen und 1943 als Hauptmann d.R. wieder entlassen. 1944 war er Volkssturmführer in Tegernsee, im April 1945 kommandierte er eine Feldeinheit des Volkssturms im Schwarzwald und wurde dann am 26. April 1945 durch den damaligen Gauleiter Giesler wieder nach München zurückberufen. Bald nach Einmarsch der Alliierten kam er in Internierungshaft und wurde am 10. Mai 1947 in Untersuchungshaft genommen.

## Mordnacht in Penzberg 1945 und juristische Aufarbeitung
In Penzberg, einem Ort südlich von München, hatte kurz vor Kriegsende eine Gruppe von Einwohnern den NS-Bürgermeister abgesetzt und wollte zur Vermeidung von Blutvergießen und Zerstörungen die Kapitulation der Stadt gegenüber den heranrückenden amerikanischen Truppen herbeiführen. Daraufhin ließ Zöberlein am 28./29. April 1945 als Anführer eines „Werwolf“-Kommandos mehrere Bürger dieser Bergbaustadt als Verräter hinrichten. Dieses Massaker wurde als Penzberger Mordnacht bekannt. Zöberlein kam am 21. August 1945 ins Internierungslager Kornwestheim, wurde jedoch am 13. Januar 1947 ins Internierungslager Regensburg verlegt, wo er bis 24. Juni 1948 verblieb. Zöberlein wurde 1948 für die Penzberger Mordnacht zum Tode verurteilt und war vom 24. Juni 1948 bis 2. Februar 1949 im Internierungslager Nürnberg-Langwasser. Das Oberlandesgericht München wies das Revisionsersuchen als unbegründet zurück, wandelte aber die Strafe aufgrund der zwischenzeitlich geänderten Rechtslage (Art. 102 Grundgesetz) in eine lebenslange Haft mit dauerndem Ehrverlust um. Am 2. Februar 1949 wurde er in die Justizvollzugsanstalt München Stadelheim verlegt.
Das Spruchkammerverfahren zur Entnazifizierung führte 1952 zur Einstufung Zöberleins als „Belasteter“ und zu einer Strafe von zwei Jahren Arbeitslager, Vermögensentzug und einem zehnjährigen Berufsverbot. 1958 erhielt Zöberlein aus gesundheitlichen Gründen Haftverschonung bis zu seinem Tod am 13. Februar 1964 in München.

## Autor von Kriegsromanen

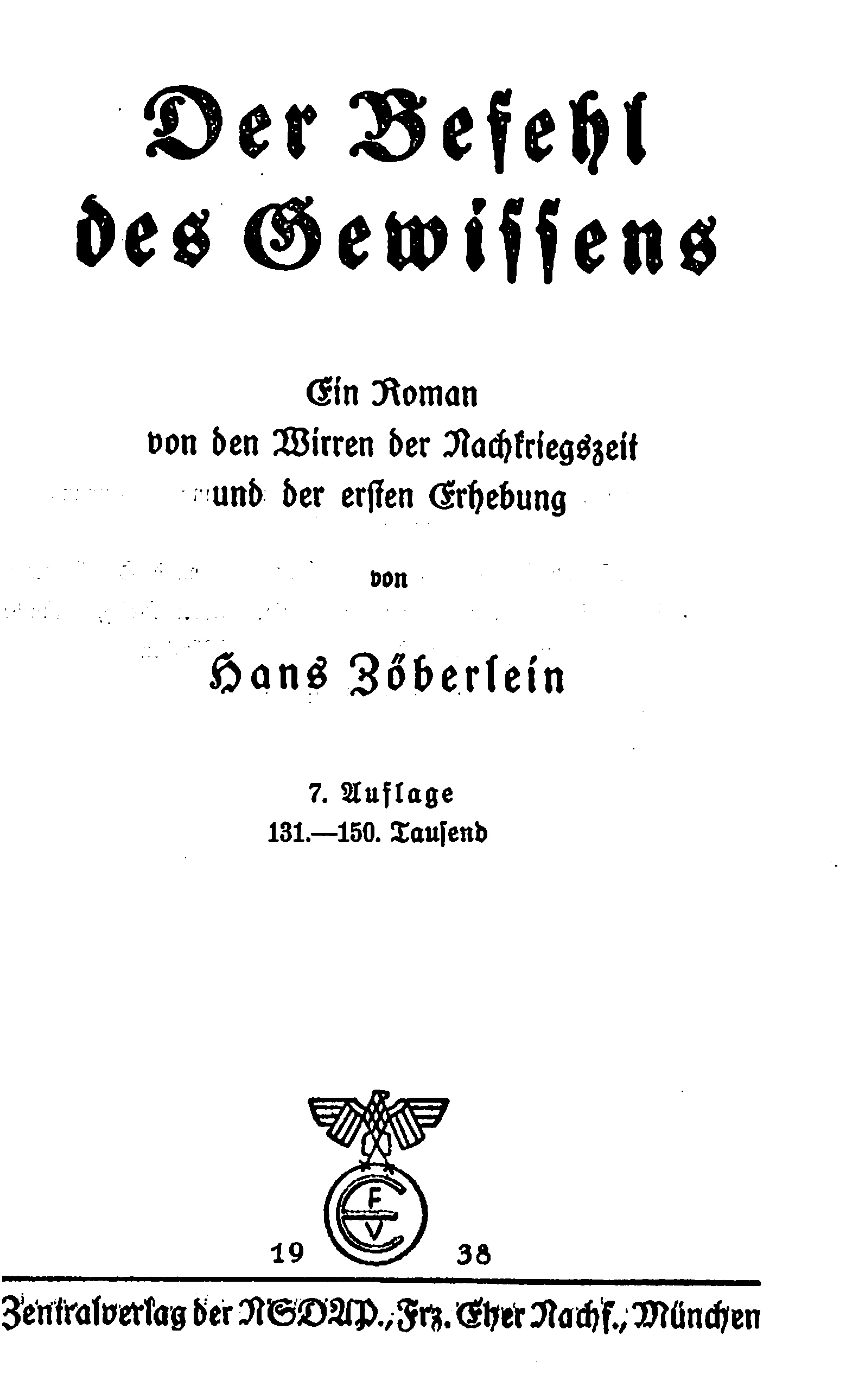
Titelblatt von „Befehl des Gewissens“ in der 7. Auflage von 1938

1931 erschien Zöberleins erstes Werk, der Weltkriegsroman Der Glaube an Deutschland im Franz-Eher-Verlag in München. Die filmische Umsetzung dieses Romans, bei der Zöberlein (und Ludwig Schmid-Wildy) Regie führten, wurde 1934 unter dem Titel Stoßtrupp 1917 verwirklicht. Das Buch gehört mit einer Auflage von ca. 800.000 Exemplaren zu den erfolgreichsten Weltkriegsromanen. Im Geleitwort des mit dem Untertitel Ein Kriegserleben von Verdun bis zum Umsturz versehenen Romans schrieb – was sehr selten vorkam – Hitler selbst: „Hier ist das Vermächtnis der Front niedergelegt! Ein einfacher Soldat, der nicht beabsichtigte, die Kriegsliteratur zu vermehren, hat sich in jahrelanger, mühevoller Arbeit neben seinem Beruf eine Last von der Seele geschrieben“.
Sein zweiter Roman Der Befehl des Gewissens von 1937 (Untertitel: Ein Roman von den Wirren der Nachkriegszeit und der ersten Erhebung) stellt den Kampf der Freikorps in der Nachkriegszeit und die nationalsozialistische Bewegung als Fortsetzung des Kriegseinsatzes der Frontsoldaten dar. In diesem Werk, das eine Auflagenhöhe von 480.000 Exemplaren erreichte, beschrieb Zöberlein den Werdegang des Schuhmachersohnes und Frontsoldaten Hans Krafft zum glühenden Anhänger des Nationalsozialismus. Nach Einschätzung von Tobias Schneider ist dieser „inhaltlich wie sprachlich primitive Roman […] mit das übelste antisemitische Machwerk der gesamten NS-Belletristik“ und der „Weg nach Auschwitz“ darin schon klar vorgezeichnet. Juden werden darin explizit mit „Ungeziefer“ verglichen und als „Judenschweine“ diffamiert. Zugleich werden radikale Gegenmaßnahmen gefordert: „Den Baum, der giftige Früchte trägt, muß man umhauen und ins Feuer werfen. Hier darf es kein Mitleid geben. Mitleid ist Schwäche.“
Klaus Theweleit analysierte Zöberleins Roman „Befehl des Gewissens“ 1978 ausführlich in seiner Studie Männerphantasien. Zöberlein gab dort dem Judentum die Gestalt einer sexuell attraktiven Bankiersgattin Mirjam, die versucht, den „Kriegshelden“ Krafft zu verführen, und ihm ihre innere Verzweiflung offenbart, als das misslingt.

## Auszeichnungen
Zöberlein war unter anderem Träger folgender Auszeichnungen:
- Eisernes Kreuz (1914): II. und I. Klasse
- Bayerische Goldenen Tapferkeitsmedaille (höchste bayerische Kriegsauszeichnung für Unteroffiziere und Mannschaften, hier war er Präsident des Orden)
- Goldenes Parteiabzeichen der NSDAP
- Blutorden (aufgrund seiner Teilnahme am Hitler-Ludendorff-Putsch 1923)
- Literaturpreis der Landeshauptstadt München 1933
- Kulturpreis der SA 1938

## Werke
- Der Glaube an Deutschland – Ein Kriegserleben von Verdun bis zum Umsturz, Franz Eher Nachf. G.m.b.H., München 1931, 889 S.
- Der Befehl des Gewissens. Ein Roman von den Wirren der Nachkriegszeit und der ersten Erhebung. München 1937.
- Der Druckposten, 1940.
- Der Schrapnellbaum, 1940.
- Dichter unter den Waffen. Ein Kriegsalmanach Deutscher Dichtung Portraitphotographien mit Kurzbibliographien, Kurzbiographien und Schaffensproben der bekanntesten Dichter der Zeit: Zöberlein. Leipzig: Poeschel und Trepte, 1940, [hrsg. v. Dr. Heinz Riecke].

## Filmografie
- 1934: Stoßtrupp 1917 (Co-Drehbuch, Koregie, Produzent)
- 1934: Um das Menschenrecht (Drehbuch, Koregie, Produzent)